# جولما فيجاس
جولما فيجاس مواليد 15 أكتوبر 1986 في لواندا، هي لاعبة كرة يد أنغولية تلعب كجناح أيسر. مثلت منتخب أنغولا لكرة اليد للسيدات. شاركت في دورة الألعاب الأولمبية الصيفية سنة 2012.

## سجل المنافسة
شاركت في البطولات التالية:
- الألعاب الأولمبية الصيفية 2012
- بطولة العالم لكرة اليد للسيدات 2011
- بطولة العالم لكرة اليد للسيدات 2013

## روابط خارجية
- جولما فيجاس على موقع اللجنة الأولمبية الدولية (الإنجليزية)
- جولما فيجاس على موقع أوليمبيديا (الإنجليزية)